# Воскресенки (Наро-Фоминский район)
Воскресенки (Воскресенское) — деревня в Наро-Фоминском районе Московской области, входит в состав сельского поселения Волчёнковское. Численность постоянного населения по Всероссийской переписи 2010 года — 15 человек, в деревне числится 1 садовое товарищество. До 2006 года Воскресенки входили в состав Афанасьевского сельского округа.
Деревня расположена в юго-западной части района, на реке Межиха (правый приток Протвы), примерно в 15 км к югу от города Верея, у границы с Можайским районом, высота центра над уровнем моря 166 м. Ближайшие населённые пункты — Медовники, Боровского района Калужской области, в 1,5 км на юго-запад и Лапино — в 2 км на северо-восток.